# Syros (île)
Pour les articles homonymes, voir Syros.
Syros (en grec moderne : Σύρος, romanisé du grec par Sýros), également Syra en français, est une île des Cyclades. Sa superficie est de 86 km2, elle comptait  21 507 habitants en 2011.
Sa ville principale est Ermoúpoli.

## Histoire

### Préhistoire
Les fouilles ont révélé plusieurs objets, de nombreuses tombes, des vases en céramique, des statuettes, des squelettes et des ruines qui datent de l’âge du bronze et qui prouvent que l’île est habitée dès cette période.

### Antiquité
Dans la région de Kastri et de Chalandrianí, des tombes et des villages de cultivateurs datant du début de la période cycladique (culture Syros-Kéros) ont été découverts. Syros fut l’un des plus importants centres des Cyclades.
Pendant le VIe siècle avant notre ère naquit Phérécyde, un philosophe présocratique. Selon la tradition il aurait vécu dans une grotte qui porte son nom située à Ano Meria.
Pendant les guerres médiques, les Perses soumirent Syros qui fut libérée par les Athéniens ; par suite, Syros devint membre de la Ligue de Délos, une alliance maritime créée et présidée par les Athéniens, et payait des taxes à la cité d’Athènes.
Au IVe siècle avant notre ère, Syros tomba sous la domination de Philippe de Macédoine et de son successeur, Alexandre le Grand. Après la mort de ce dernier, Syros comme beaucoup d’autres îles grecques passa sous l’influence des Ptolémées d’Égypte, les successeurs d’Alexandre le Grand.
À la fin de la période hellénistique et au début de l’hégémonie romaine, Syros subit des attaques des pirates.
Pendant la période romaine qui fit revenir la paix, Syros prospéra et se développa ; ceci dura pendant deux siècles après quoi l’île, fortement concurrencée par sa voisine, l’île sacrée de Délos, déclina en partie[réf. nécessaire].
Avec la christianisation, Syros entre dans la civilisation byzantine, mais n’est alors qu’une petite communauté de province, dépendant de l’évêché de Délos, puis de celui d’Athènes.

### Moyen Âge
Les VIIe et VIIIe siècles furent une période désastreuse pour l’île qui fut souvent attaquée par les pirates et qui fut touchée par la peste. Les côtes furent désertées, les habitants qui avaient échappé à l'esclavage ou à l’épidémie, se réfugiant dans les montagnes. Aux Xe et XIe siècles avec la renaissance byzantine, la situation s’améliora, mais en 1207 les Vénitiens prirent le contrôle des îles grecques et Marco Sanudo conquit Syros et Naxos, devenant duc de Naxos.
Pendant la domination vénitienne une partie des habitants de Syros se convertit au catholicisme et il existe toujours une communauté catholique dans l’île, qui entra sous la protection de la France pendant l’occupation ottomane. L’influence vénitienne est visible aujourd’hui dans la ville médiévale d’Ano Syros qui possède une église fortifiée dédiée à saint Georges.

### Période ottomane
En 1537, Syros est conquise par les Ottomans mais obtient de s’autogouverner, avec un statut privilégié.
De 1770 à 1774 lors de la guerre russo-turque, l’île fut conquise par les Russes qu’elle accueillit en libérateurs ; trois ans plus tard, elle retomba sous la domination turque en perdant son autonomie.

### Indépendance

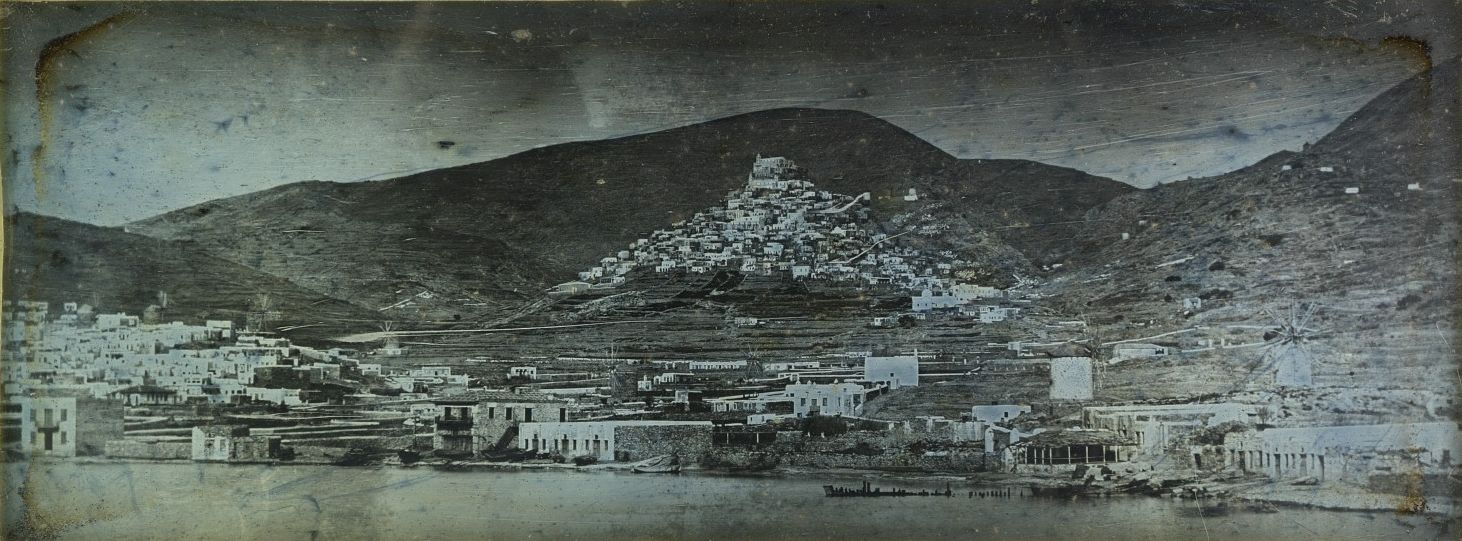
Vue panoramique du port de Sýros, en 1843.

Pendant la guerre d'indépendance grecque de 1821 l’île ne se souleva pas, mais participa à la lutte pour l’indépendance en accueillant les Grecs persécutés par les Turcs, ceux qui s’étaient révoltés et ceux qui avaient échappé aux massacres et avaient quitté leurs terres. La nombreuse communauté catholique était sous protection française. Ainsi, des milliers de réfugiés, venant de Chios et des îles orientales de la mer Égée, vinrent s’installer sur le rivage, resté inhabité depuis le Moyen âge. Lorsque la Grèce vit enfin reconnaître son indépendance, Syros lui fut rattachée.
Les émigrés installés sur les côtes construisirent en quelques années la nouvelle capitale de l’île, Ermoúpoli, qui vit son économie et sa culture fleurir rapidement du XIXe siècle au XXe siècle ; c’était une période de grande prospérité pour Syros et ses habitants, et l’île devint le centre commercial et culturel de Grèce.

### Période contemporaine

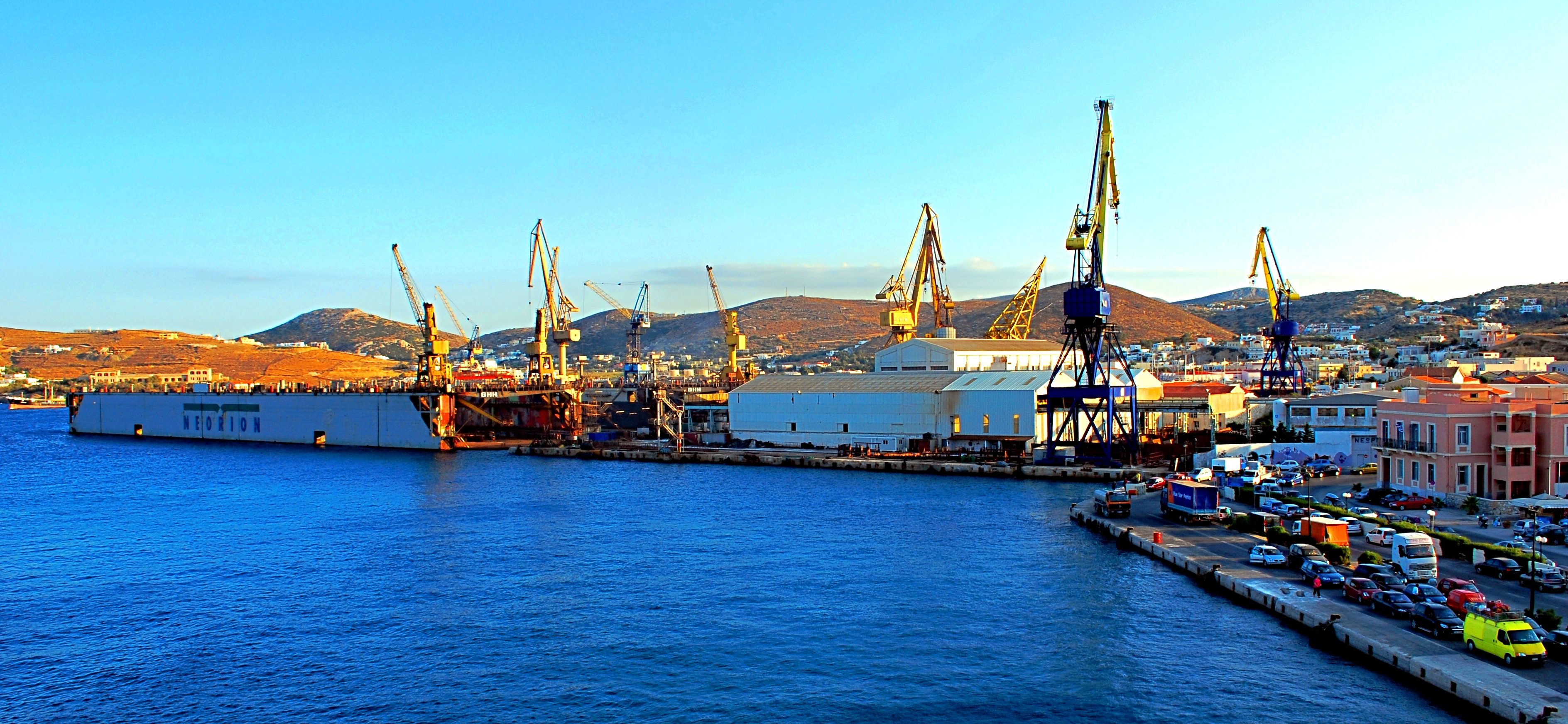
Chantiers navals Neorion

Au XXIe siècle, Syros est le centre administratif et la capitale des Cyclades, ainsi qu’un centre important pour le commerce, grâce à ses chantiers de construction navale et à sa vie culturelle.

## Tourisme
Le tourisme est également présent avec notamment des plages (Gallissas, Finikas, etc.), des hébergements et des lieux de restauration.

## Administration
Administrativement, l'île forme un dème (municipalité) et un district régional de la périphérie (région) d'Égée-Méridionale.
Lors de la réforme Kallikratis, entrée en vigueur le 1er janvier 2011, les trois anciens dèmes de l'île ont été supprimés et transformés en districts municipaux du dème de Sýros-Ermoúpoli :
- Ermoúpoli
- Áno Sýros
- Possidonía

## Personnalités liées à Syros
- Dimítrios Vikélas (1835-1908), homme d'affaires, écrivain grec de premier plan et premier président du Comité International Olympique (CIO), né à Syros.
- Márkos Vamvakáris (1905-1972), musicien et chanteur de rebetiko, né à Syros.
- Sevastianos Rossolatos, archevêque catholique d'Athènes.

## Galerie

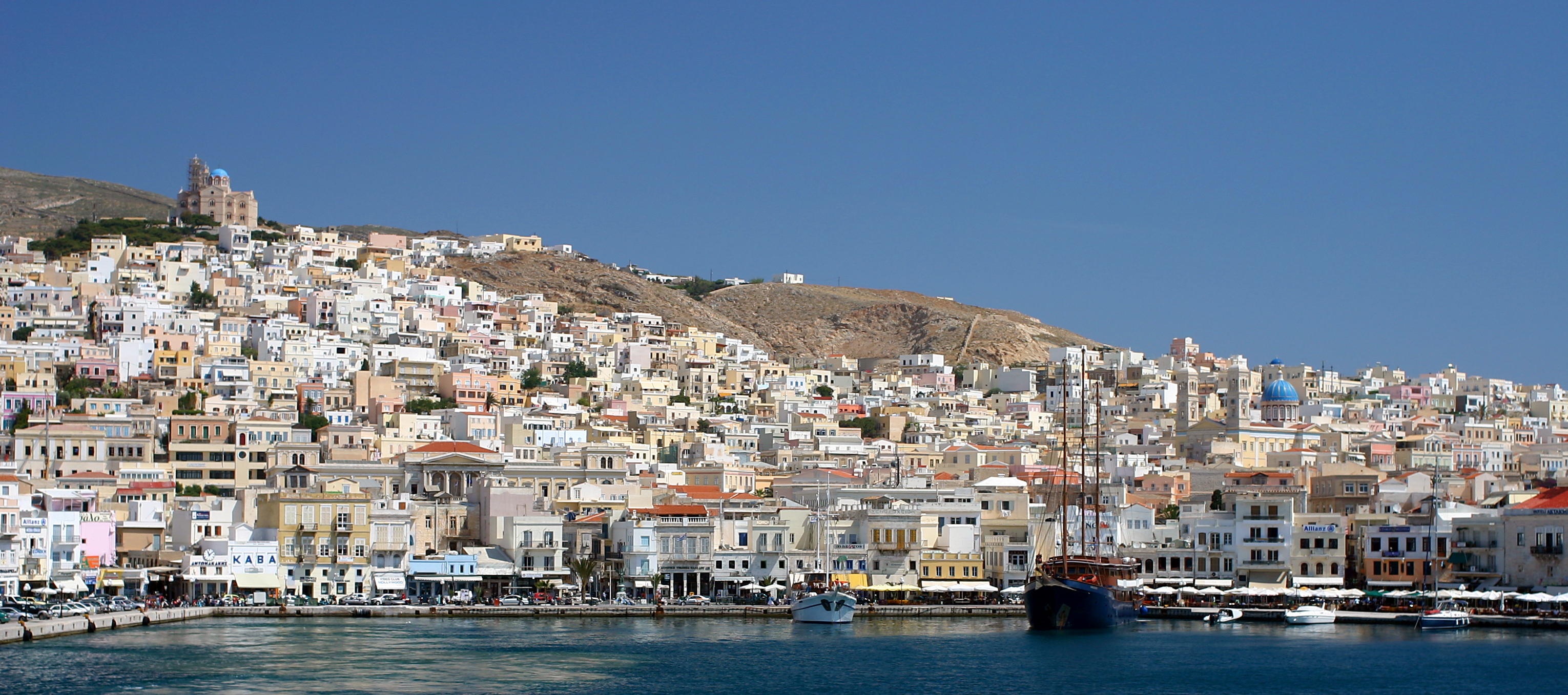
Ermoúpoli, capitale de Syros et des Cyclades
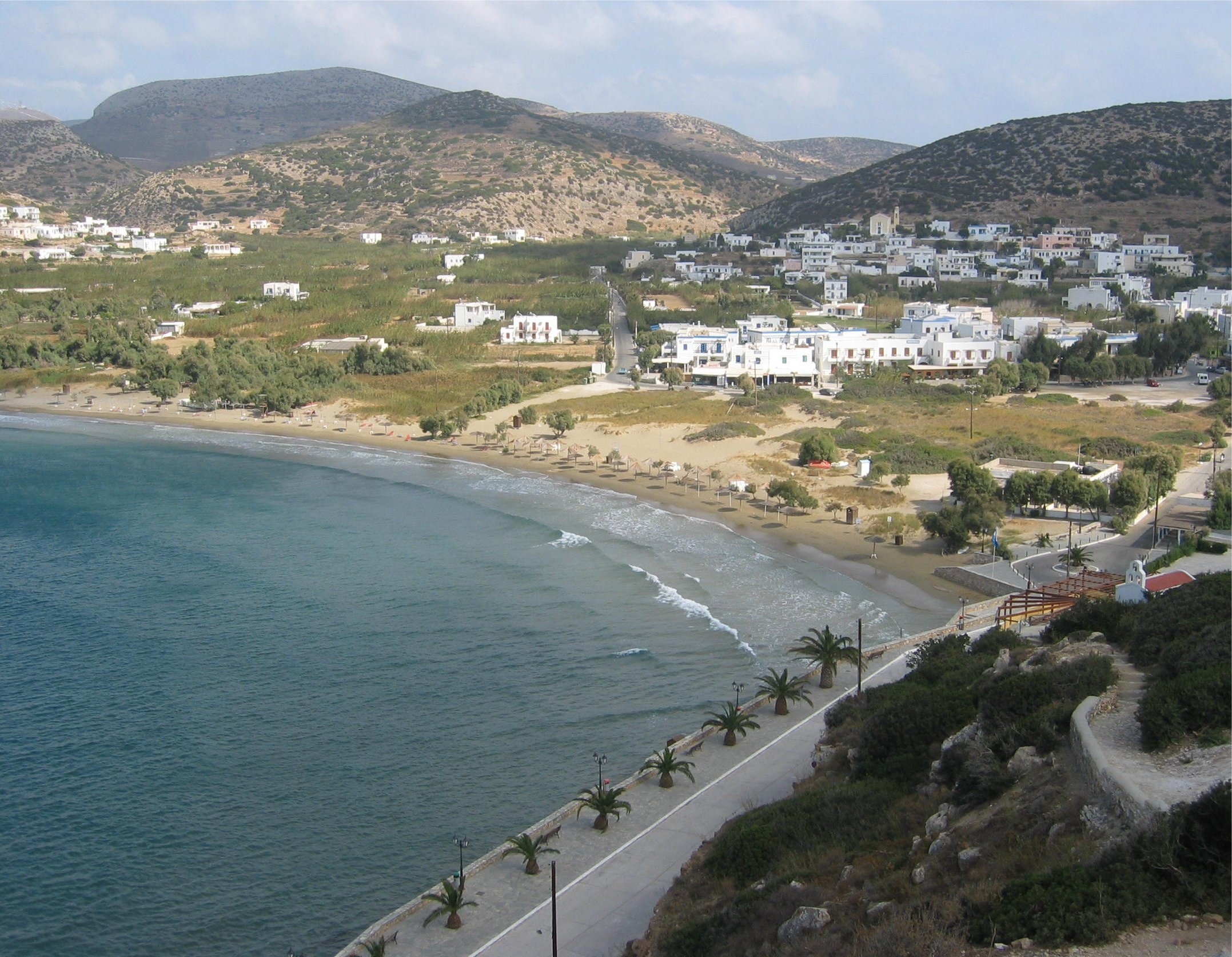
Plage de Galissás
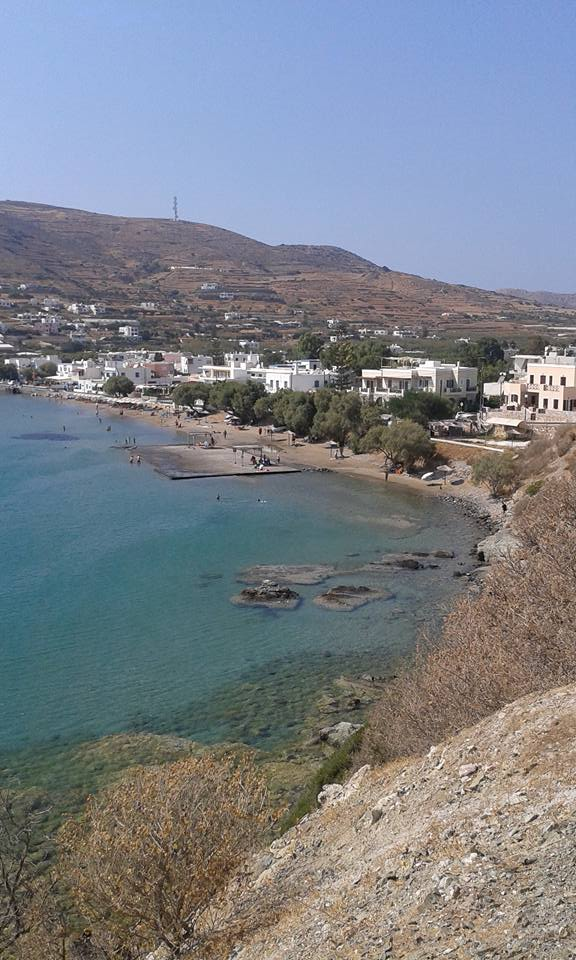
Plage de Finikas